# Lotzorai
Lotzorai (sardisk: Lotzorài) er en by og en kommune (comune) i provinsen Nuoro i regionen Sardinien i Italien. Byen ligger i 11 meters højde og har 2.186 indbyggere (2016). Kommunen har et areal på 16,87 km² og grænser til kommunerne Baunei, Girasole, Talana, Tortolì, Triei og Villagrande Strisaili.